# دانيال لوكاس سيغوفيا
دانيال لوكاس سيغوفيا (بالإسبانية: Daniel Lucas Segovia)‏ (23 مايو 1985 بمدريد في إسبانيا - ) هو لاعب كرة قدم إسباني في مركز الهجوم. لعب مع أتليتيكو بالياريس وأدميرا فاكر مودلينغ ورايو فايكانو ب ورايو فايكانو ونادي سانت بولتن ونادي فولفسبيرغر ونادي فوينلابرادا ونادي كونكينسي ونادي الخيسيراس وDeportivo Aragón ‏ وCA Pinto ‏.

## وصلات خارجية
- دانيال لوكاس سيغوفيا على موقع قاعدة بيانات كرة القدم.إي يو (الإنجليزية)
- دانيال لوكاس سيغوفيا على موقع Soccerway.com (الإنجليزية)
- دانيال لوكاس سيغوفيا على موقع عالم كرة القدم.نت (الإنجليزية)